# Esteban Escudero Torres
Esteban Escudero Torres (Valência, 4 de fevereiro de 1946 – Madrid, 2 de maio de 2025) foi um prelado católico espanhol. Foi bispo-auxiliar-emérito de Valência.

## Biografia

### Formação e sacerdócio
Esteban nasceu em 4 de fevereiro de 1946, em Valência, Espanha. Completou o ensino fundamental e o ensino médio no Colégio de los Padres Agustinos , em Valência. Em 1963 ingressou no Seminário de Valência, onde estudou Filosofia e Teologia por três anos. Obteve uma licenciatura em Teologia pela Pontifícia Universidade de Salamanca. Com a permissão de seu arcebispo José García Lahiguera, iniciou seus estudos em Filosofia na Universidade de sua cidade natal, onde em 1974 obteve a licenciatura em Filosofia Pura. Aperfeiçoou seus estudos, com doutorado em Filosofia pela Pontifícia Universidade Gregoriana.
Em 12 de janeiro de 1975, foi ordenado sacerdote pela Arquidiocese de Valência.
Como sacerdote desempenhou os seguintes ministérios:
- Vigário paroquial da paróquia da Assunção, em Carlet, Valência (1975 – 1978).
- Professor de Filosofia no CEU San Pablo de Moncada, por 6 anos.
- Coordenador do ensino religioso escolar e universitário da Arquidiocese (1986 – 1990).
- Professor, chefe de estudos e posteriormente diretor da Escola Diocesana de Pastoral, desde 1988.
- Membro da «Associação de Viagem à Terra Santa, com os Franciscanos, desde 1988.
- Diretor do Instituto diocesano de Ciências Religiosas (desde 1994).
- Cânone da Catedral de Valência (1992 – 2000).
- Professor de Filosofia na Faculdade de Teologia “San Vicente Ferrer” de Valência entre 1982 e 2000.
- Professor da seção de Valência do Pontifício Instituto João Paulo II para os estudos sobre Matrimônio e Família (1996 – 2000).

### Episcopado

#### Bispo Auxiliar de Valência
Em 17 de novembro de 2000, o Papa João Paulo II o nomeou bispo titular de Thala e bispo auxiliar de Valência. Foi consagrado em 13 de janeiro de 2001, na Catedral de Valência, pelas mãos do então Arcebispo de Valência, Agustín García-Gasco. Seus co-consagradores foram o então Arcebispo de Barcelona, Ricard Maria Carles, e o então Arcebispo de Toledo, Francisco Álvarez Martínez.
Como Bispo Auxiliar de Valência, ocupou os seguintes cargos:
- Membro da Comissão Episcopal de Seminários e Universidades, na CEE (1999 – 2002).
- Membro das Comissões Episcopais de Relações Interdenominacional, na CEE (2001 – 2005).

#### Bispo de Palência
Em 9 de julho de 2010, o Papa Bento XVI o nomeou Bispo de Palência.
Ele tomou posse do bispado em 29 de agosto do mesmo ano.
Como bispo de Palência ocupou os seguintes cargos:
- Membro da Comissão Pastoral Episcopal, na CEE (2005 – 2011).
- Membro das Comissões Episcopais do Clero, na CEE (2014 – 2017).
- Membro da Comissão Episcopal de Seminários e Universidades (2008 – 2011).
- Membro da Comissão Episcopal do Apostolado Seglar, na CEE (2011 – 2014).

#### Bispo Auxiliar de Valência
Em 7 de maio de 2015, o Papa Francisco, novamente, o nomeou Bispo Titular de Diano e Bispo Auxiliar de Valência.
Desde dezembro de 2015 é vice-reitor da Universidade Católica de Valência San Vicente Mártir (UCV).
Como bispo auxiliar de Valência, ocupa ou ocupou os seguintes cargos:
- Membro das Comissões Episcopais do Clero, na CEE (2014 – 2017).
- Membro das Comissões Episcopais de Seminários e Universidades (2017 – 2020).
- Membro da Comissão Episcopal para a Doutrina da Fé, desde março de 2020.
- Membro da Subcomissão Episcopal para as Relações Inter-religiosas e Diálogo Inter-religioso, desde março de 2020.

#### Renúncia
O Papa Francisco aceitou sua renúncia como bispo auxiliar de Valência em 1º de março de 2021, depois de completar 75 anos.

### Morte
Esteban morreu no dia 2 de maio de 2025, aos 79 anos.